# ایبن الکساندرسوم (نویسنده)
ایبن الکساندر سوم (به انگلیسی: Eben Alexander III) در سال ۱۹۵۳ در شارلوت، کارولینای شمالی متولد شد. او جراح مغز اعصاب و استاد نویسنده کتاب بهشت برین حقیقت دارد است. این کتاب در ژوئیه ۲۰۱۳ به مدت ۹۷ هفته رتبهٔ پر فروش‌ترین کتاب را در مجله نیویورک تایمز کسب کرد نویسنده در این کتاب توضیح می‌دهد که در سال ۲۰۰۸ به مدت هفت روز در کما بوده‌است و در این مدت تجربه نزدیک به مرگ داشته و بر طبق آنچه برایش پیش آمده می‌گوید که بهشت وجود دارد.
کتاب دوم ایبن الکساندر با نام دورنمای بهشت برین در ۱۸ اکتبر ۲۰۱۴ منتشر شد و در همان هفته نخست در فهرست پرفروش‌ترین کتاب‌های نیویورک تایمز قرار گرفت. در این کتاب دکتر الکساندر «به این موضوع می‌پردازد که ما در معرض پدیده‌ای نوین هستیم: پیوند معنویت با علم که سبب خواهد شد دیدگاه و تجربیاتمان برای همیشه دگرگون شود.»

## کتاب‌ها
- بهشت برین حقیقت دارد، مترجم محمود دانایی
- دورنمای بهشت برین، مترجم محمود دانایی